# Luftschutzräume in Wuppertal
Zur Sicherung der Bevölkerung vor Bombenangriffen während des Zweiten Weltkriegs wurden in der Zeit des Nationalsozialismus zahlreiche Luftschutzräume in Wuppertal eingerichtet, die vor allem in den Bombennächten im Jahr 1943 vielen Menschen Schutz boten.

## Luftschutzstollen
Zu den Luftschutzräumen gehörten vor allem mehr als 400 Luftschutzstollen im Stadtgebiet, von denen die Hardthöhlen der bekannteste ist. Aber auch das übrige Stadtgebiet war flächendeckend mit solchen Schutzräumen versehen, von denen die meisten heute nicht mehr zugänglich sind.

## Hochbunker

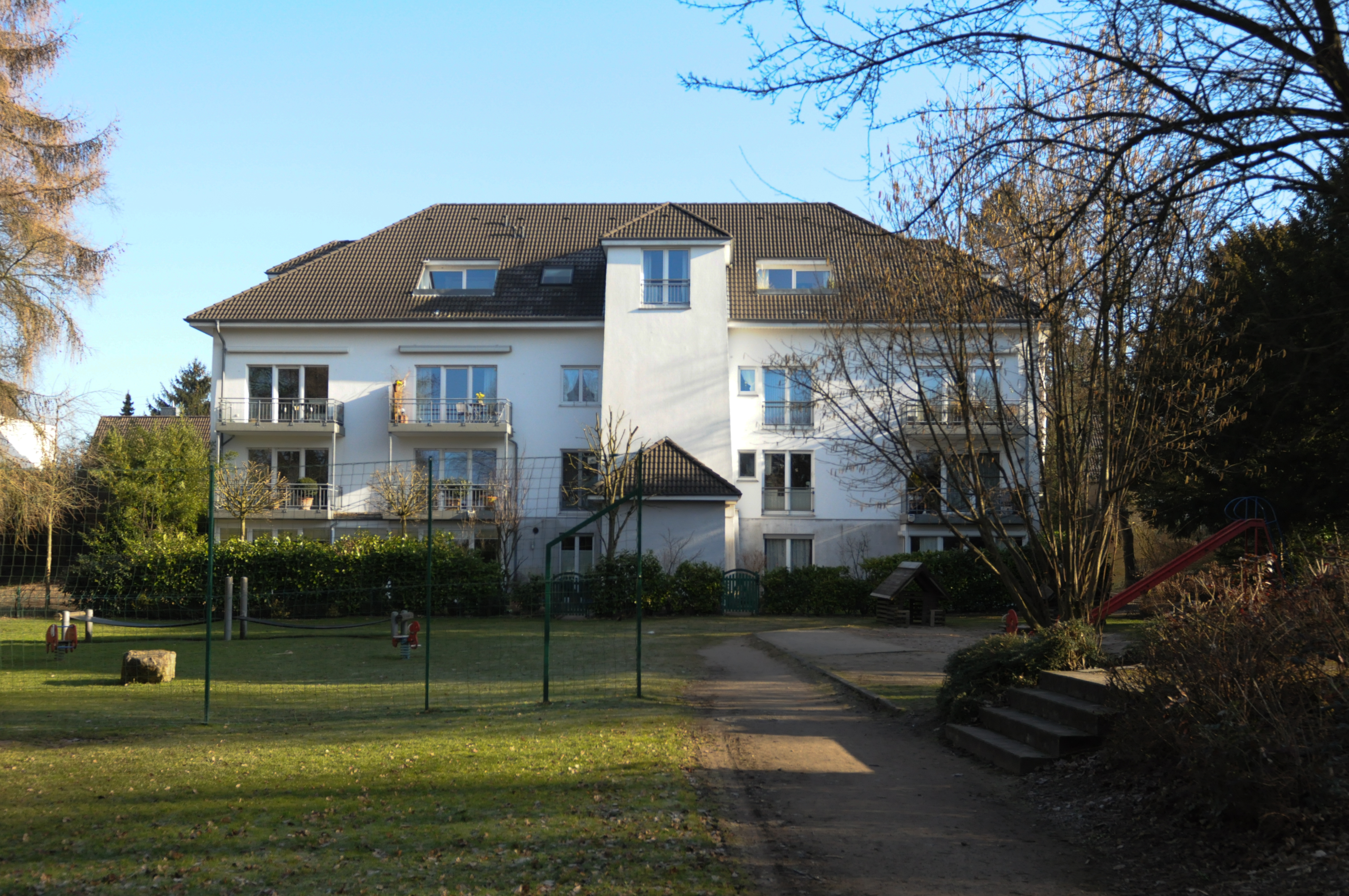
Ein Beispiel eines entfestigten Bunkers, Metzmachersrath 24

Stadtbildprägend sind die Hochbunker, die vor allem in den dicht besiedelten Stadtvierteln errichtet wurden.
- Platz der Republik, Elberfeld (2009 abgerissen)
- Am Pfaffenhaus, Katernberg (entfestigt, Umbau zum Wohnhaus, laut Unterlagen Pfaffenhaus, real aber Metzmachersrath 24)
- Siedlungsstraße, Barmen (2015 abgerissen bis auf die Bodenplatte, auf der dann ein Generationen-Wohnpark errichtet wurde)
- Schwelmer Straße, Langerfeld

2007 Verkauf durch den Bund, 2010–2011 Umbauarbeiten, 2011–2019 Bauruine, nach mehreren gescheiterten Versuchen im August 2017 erfolgreicher Weiterverkauf, Aufnahme neuer Umbauarbeiten aber erst Ende 2019. Es entstanden 13 neue Wohnungen, eine im Erdgeschoss, je vier auf den drei Etagen.
- Schusterstraße, Elberfeld (vorhanden, Privatbesitz)
- Große Hakenstraße, Barmen (vorhanden)
- Friedrichsplatz, Elberfeld (abgerissen, nicht fertiggestellt)
- Ascheweg, Ronsdorf (entfestigt?)
- Münzstraße, Barmen (vorhanden)
- Städtische Krankenanstalten Barmen (OP-Bunker)

Besondere Luftschutztürme der Bauart Winkel hat es auch in Wuppertal gegeben.
- Else-Lasker-Schüler-Straße/Unterstraße, Elberfeld (vorhanden, Stadt Wuppertal ist Besitzer, vermietet als Lager)
- Heubruch, Barmen (im Volksmund „Zuckerhut“ genannt, abgerissen)
- Heckinghauser Straße, Heckinghausen (abgerissen)

### Ostersbaum
Im Wohnquartier Ostersbaum befand sich auf dem Platz der Republik an der Hagenauer Straße ein 1941/1942 erbauter Hochbunker. Der Bunker besaß 4 Geschosse mit einem Volumen von 18.000 Kubikmeter bei Wandstärken bis zu 1,2 Metern. Die Bodenplatte besaß eine Stärke von 2 Metern, die Decke von 1,6 Metern. (51° 15′ 55,1″ N, 7° 9′ 4,4″ O). Nach dem Zweiten Weltkrieg diente der Bunker bis 1957 als Notunterkunft und erlangte anschließend kurzzeitig als „Jazz-Keller“ regionale Bekanntheit. Ende des 20. Jahrhunderts zog ein Getränkemarkt in das Gebäude ein. Der Abriss des Bunkers wurde im Jahr 2008 beschlossen und begann im Januar 2009.
Kleiner ist der 21 Meter hohe Winkelturm, ein runder Hochbunker an der Unterstraße der Bauart Winkel (51° 15′ 37″ N, 7° 9′ 6,5″ O). Errichtet wurde der Winkelturm, der bis zu 500 Personen aufnehmen konnte, von der Firma Brüggemann.

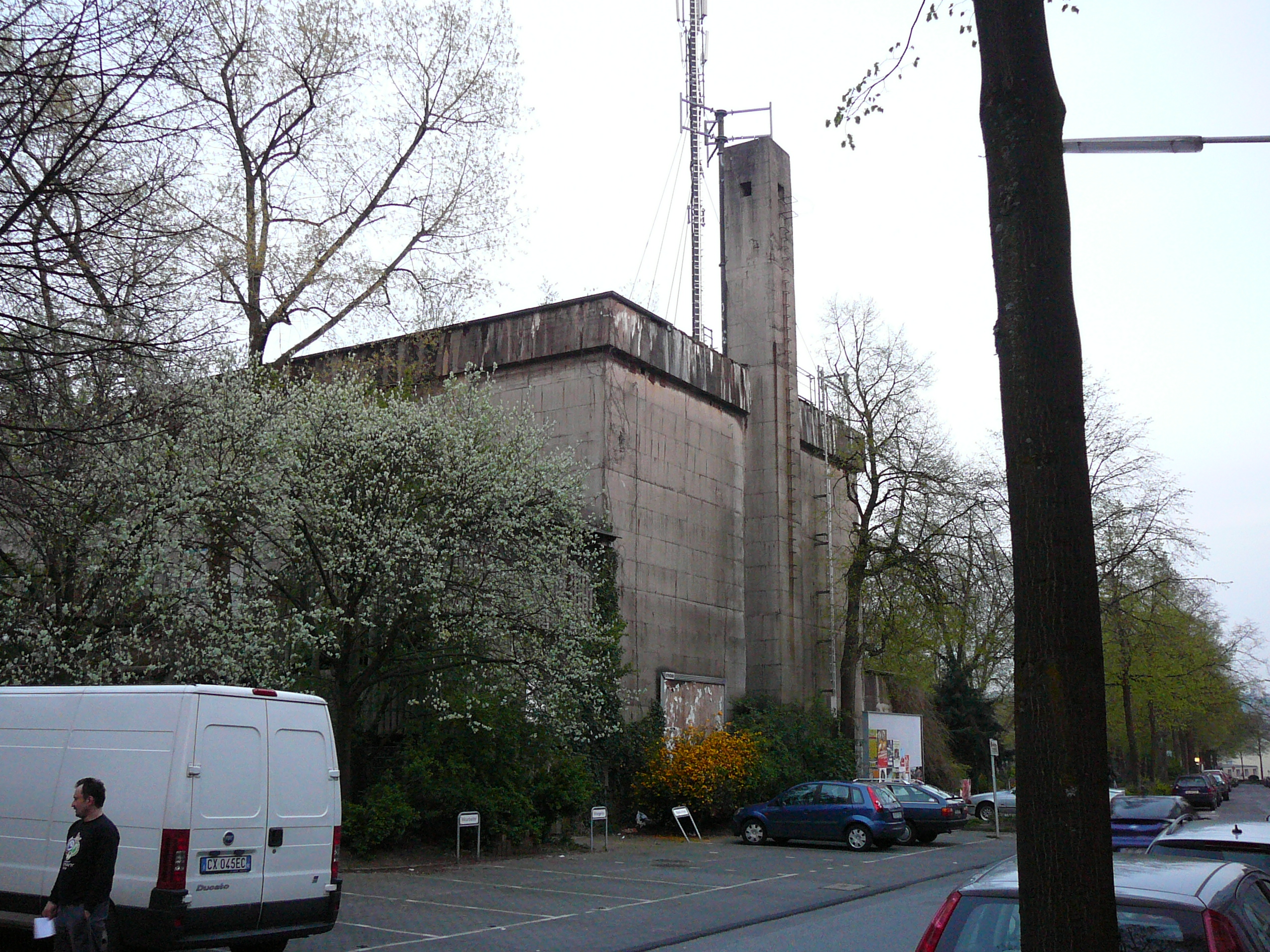
Hochbunker Ostersbaum am Platz der Republik
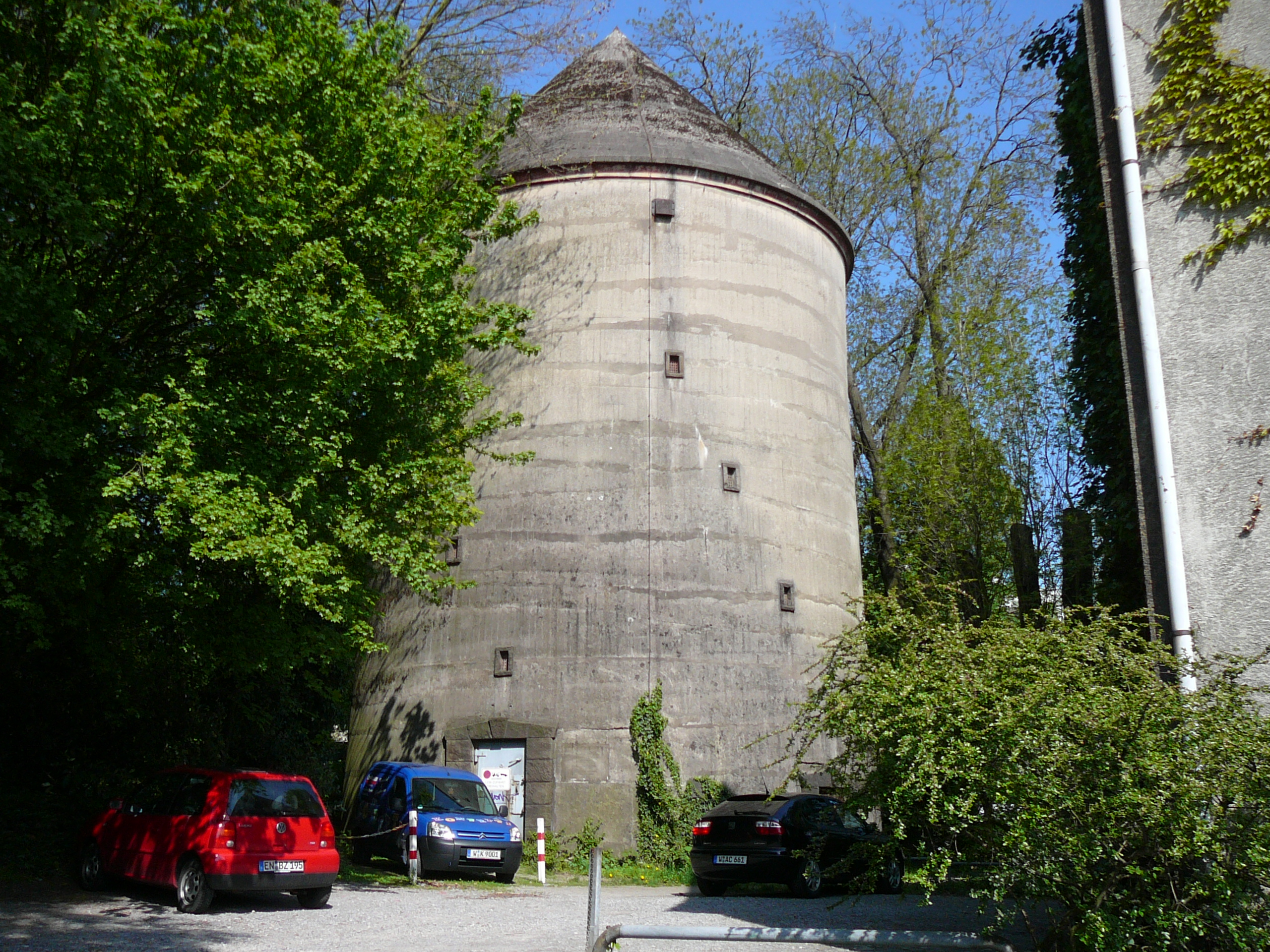
Der Winkelturm an der Unterstraße

### Nordstadt

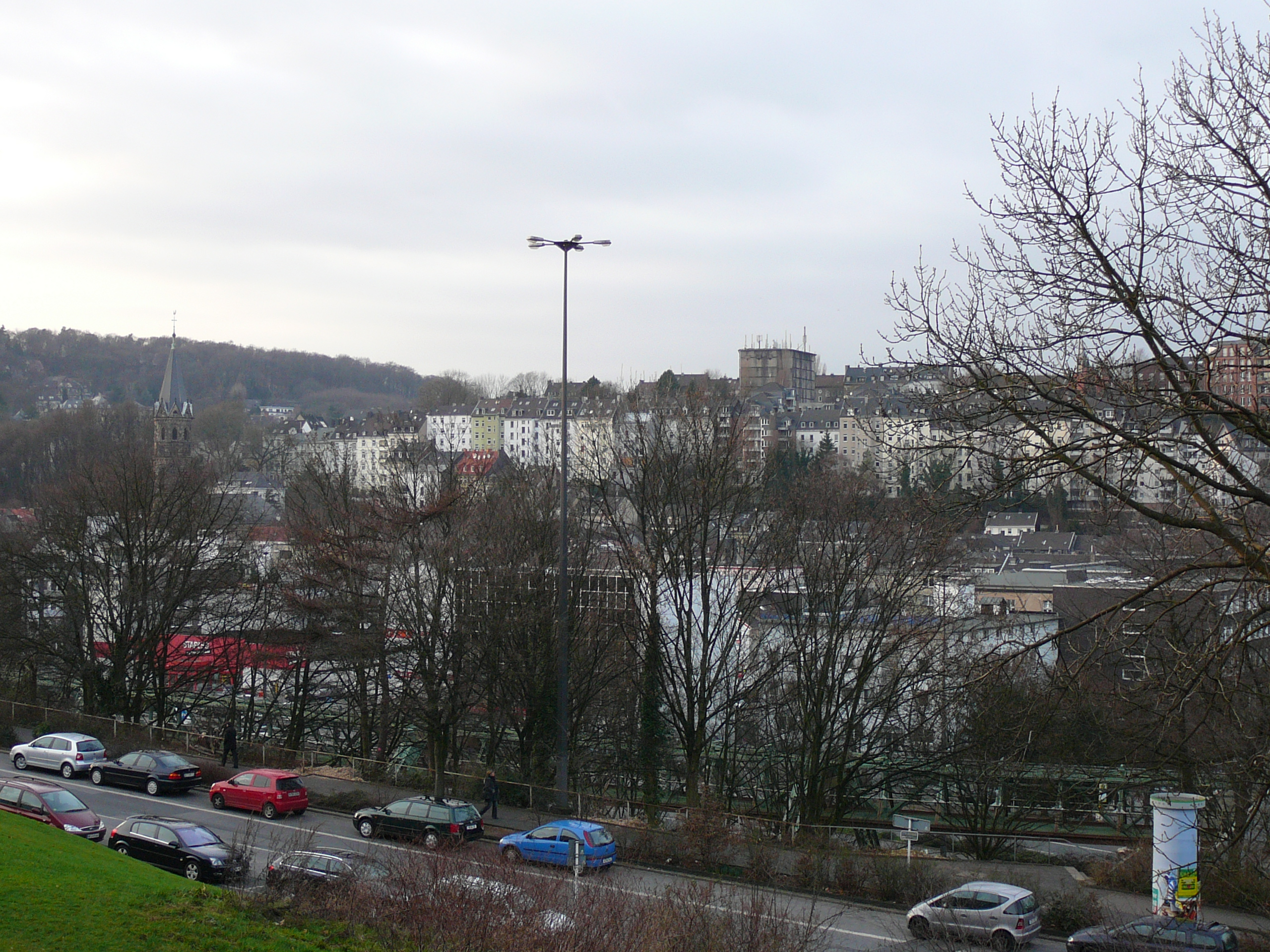
Der Hochbunker an der Schusterstraße in der Nordstadt (Bildmitte)

Der 21,5 Meter hohe Hochbunker an der Schusterstraße im Wohnquartier Nordstadt wurde 1942/1943 erbaut. (51° 15′ 25,1″ N, 7° 8′ 4,4″ O). Seine Grundfläche beträgt 20 mal 20 Meter, seine Wandstärke 1,1 Meter. Die sieben Etagen besitzen eine Geschosshöhe von 2,7 Meter mit einer Zwischendeckenhöhe von 25 Zentimetern. Die Decke besteht wie die Wände aus Stahlbeton und besitzt eine Stärke von 1,4 Meter. Seine beiden angebaute Zugänge im Erdgeschoss besaßen Gasschleusen.

### Rott
Im Wohnquartier Rott befindet sich an der Nußbaumstraße Ecke Große Hakenstraße ein 1942/1943 erbauter Hochbunker (51° 16′ 18,7″ N, 7° 11′ 16,7″ O).

### Sedansberg
Ein Hochbunker im Wohnquartier Sedansberg befindet sich an der Münzstraße Ecke Möwenstraße (51° 16′ 31,4″ N, 7° 11′ 50,3″ O).
Ein zweiter Hochbunker befand sich an der Siedlungsstraße. Dieser wurde teilweise abgerissen, auf dem Fundament sollen bis 2016 Seniorenwohnungen entstehen. (51° 16′ 48,3″ N, 7° 11′ 40,7″ O)

### Langerfeld-Mitte

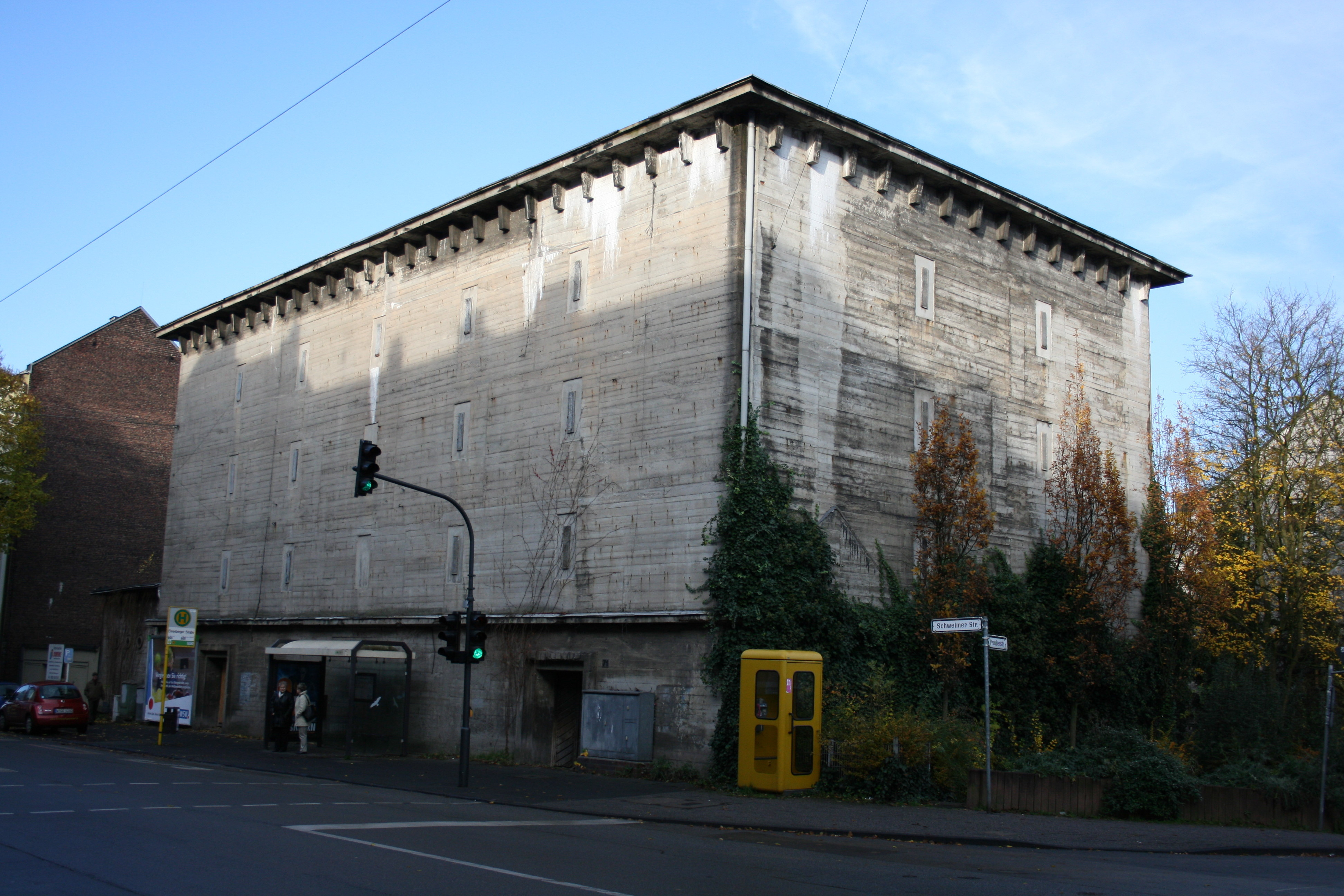
Bunker in Langerfeld

Im Wohnquartier Langerfeld-Mitte befindet sich an der Schwelmer Straße Ecke Preußenstraße ein Hochbunker mit 26,70 Meter Länge, 14,5 Meter Höhe und 15 Meter Breite. (51° 16′ 33,5″ N, 7° 15′ 5,8″ O) Die Wände, die Decken und das Fundament bestehen aus Stahlbeton. In drei Etagen bot er Schutz für 670 Personen (372 Liegeplätze und 298 Sitzplätze). Auch dieser Bunker diente nach dem Zweiten Weltkrieg als Notunterkunft für ausgebombte Familien. Im März 2010 begann der Umbau zu einem Wohnhaus mit 14 barrierefreien Mietwohnungen für Senioren. Die Umbaukosten wurden mit 1,8 Millionen Euro beziffert. Nach Durchbruch und Einbau der Fenster kamen die Arbeiten Mitte 2012 zum Erliegen. Anfang des Jahres 2016 wurde das Gebäude des ehemaligen Bunkers zwangsversteigert.

## Schutzräume der Nachkriegszeit
Auch nach dem Zweiten Weltkrieg wurden weiter Schutzräume für die Bevölkerung vorgehalten. Sie sollten während des Kalten Kriegs vor Angriffen mit ABC-Waffen schützen. 
Die größte Anlage dieser Art liegt sieben Meter unter dem heutigen Wupperpark Ost am Verkehrsknotenpunkt Döppersberg, wurde von 1940 bis 1942 erbaut und bot bis zu 2000 Menschen Schutz. Sie hat eine Grundfläche von 2300 m², die Außenwände sind 1,80 m und die Decke 1,70 m dick. In den Nachkriegsjahren waren hier zeitweise bis zu 1000 Menschen untergebracht, die in sehr beengten Verhältnissen in zumeist kleinen Räumen für 30 Mark im Monat zur Miete lebten. Die Räume waren durch lange, schmale Gänge verbunden, größere Räume wurden als Gemeinschaftsküchen genutzt. Die Anlage ist nicht mehr als Schutzraum in Verwendung und wird derzeit (Stand Juli 2021) in eine Discothek umgebaut.
Unter dem Neumarkt vor dem alten Elberfelder Rathaus befindet sich ein Luftschutzraum, der im Zweiten Weltkrieg entstand. Die verschachtelte Anlage mit etwa 40 Räumen (darunter verschiedene Arbeitsräume, sanitäre Anlagen, eine Küche und diverse Maschinenräume) bot bis zu 450 Personen Schutz. Nach dem Krieg wurde der Neumarkt-Bunker als Notunterkunft genutzt und später modernisiert; Einrichtungsgegenstände aus den 1950er Jahren bestehen noch heute. Marktbeschicker nutzten den Bunker zeitweise als Lager. Gelegentlich wurde beobachtet, dass die heute ungenutzte und verschlossene Anlage mit Wasser volllief. Ihre Zukunft ist ungewiss.